# Dèvè
Dévé est un arrondissement du département de Couffo au Bénin. Il s'agit d'une division administrative sous la juridiction de la commune de Dogbo.

## Administration
Dévé fait partie des 07 arrondissements que compte la commune de Dogbo  dont: Ayomi, Honton, Lokogohoué, Madjrè, Tota, Totchagni. Cet arrondissement compte 6 villages administratifs : il s’agit de Adidévo, Agnavo, Dévé-homey, Gbakèhoué, Kpodji et Zohoudji.

## Population
Selon le recensement général de la population et de l'habitation (RGPH4) de l'institut national de la statistique et de l'analyse économique (INSAE) au Bénin en 2013, la population de Dévé s'élève à 12 627 habitants.
| Indicateur           | 2013   |
| -------------------- | ------ |
| Nombre de ménages    | 3 032  |
| Population féminine  | 6 457  |
| Population masculine | 6 170  |
| Population totale    | 12 627 |

## Galerie de photos

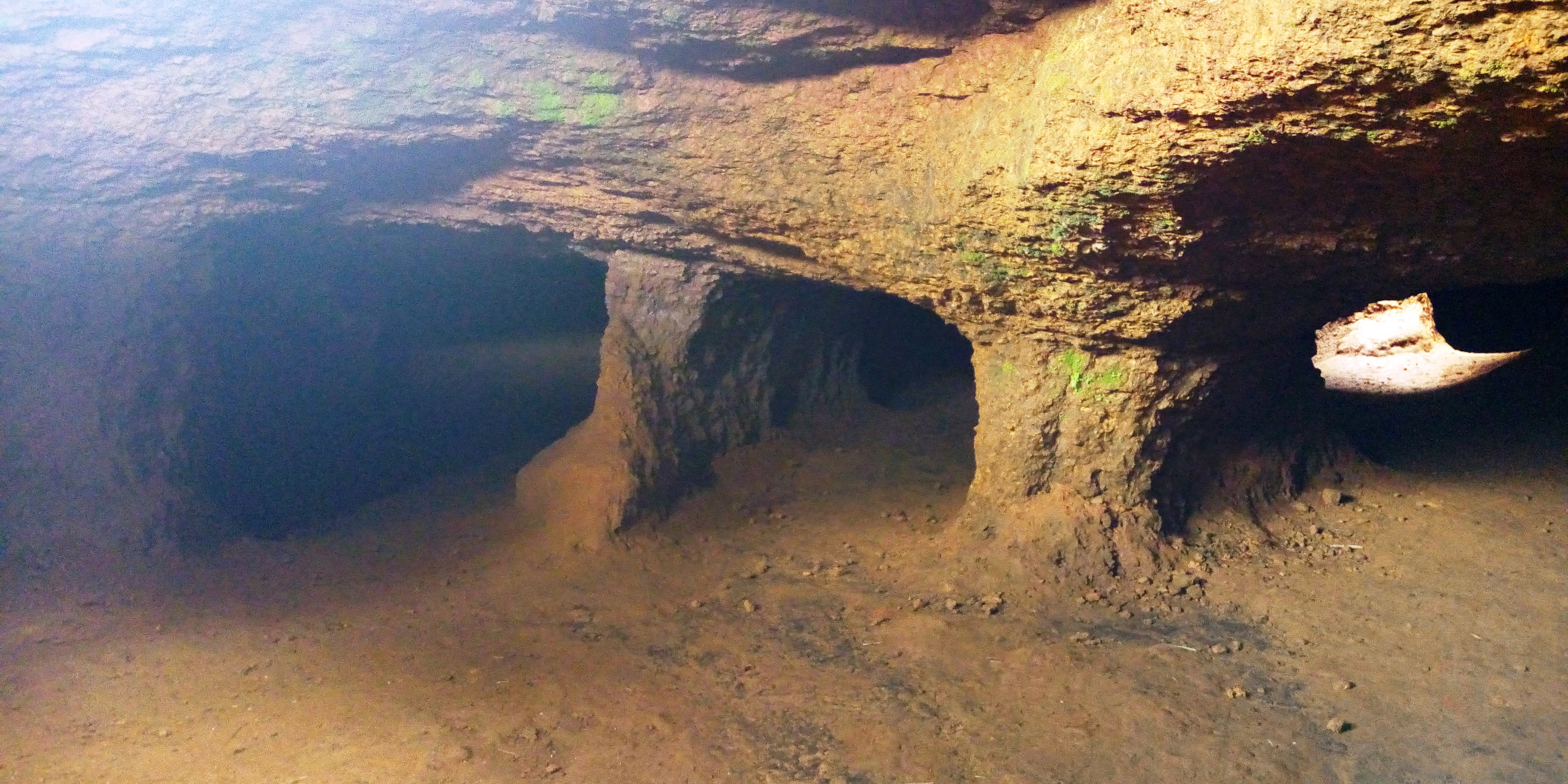
Trois de la galerie souterraine
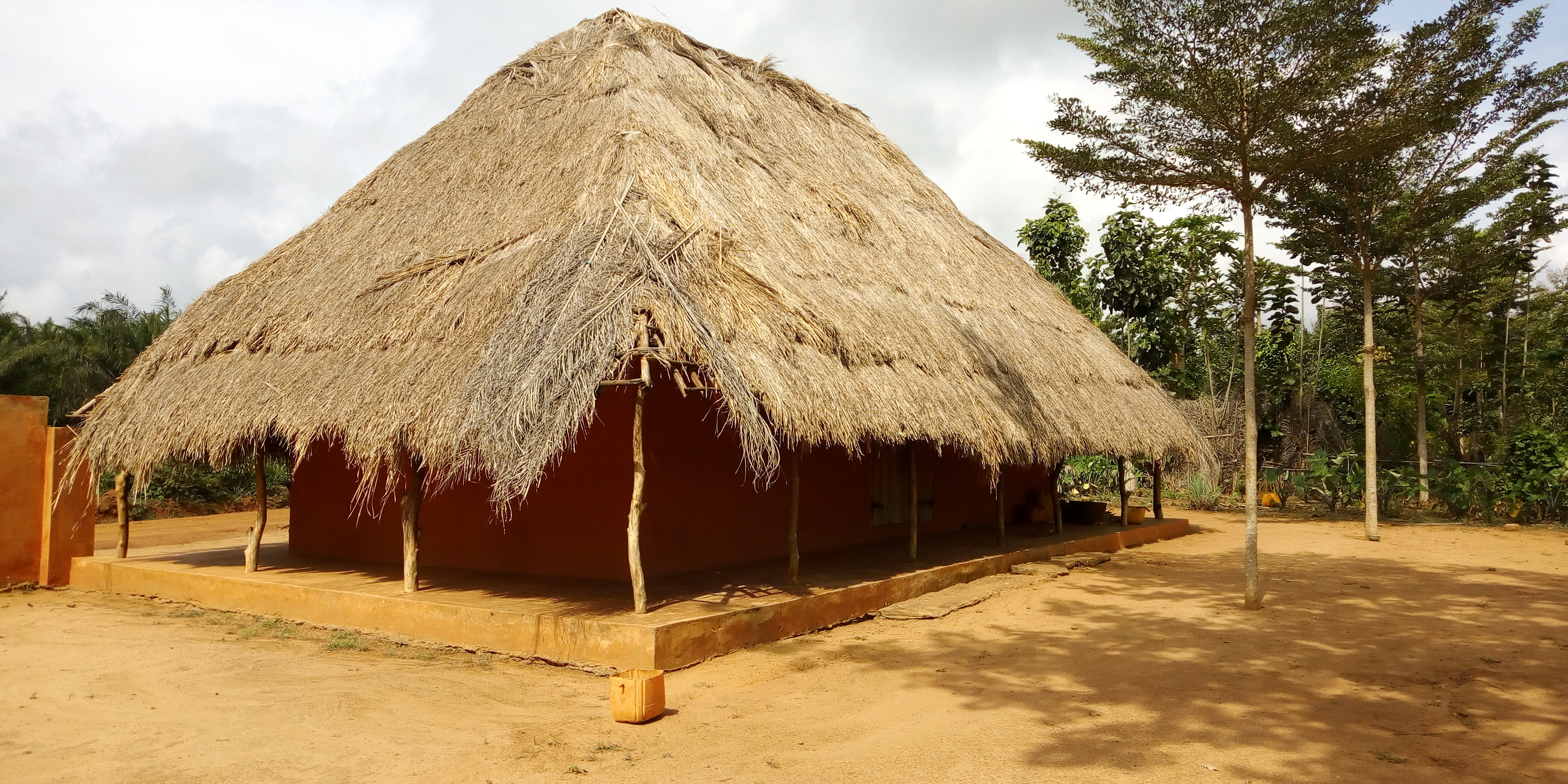
Salle d'accueil du site homme à queue à Dogbo
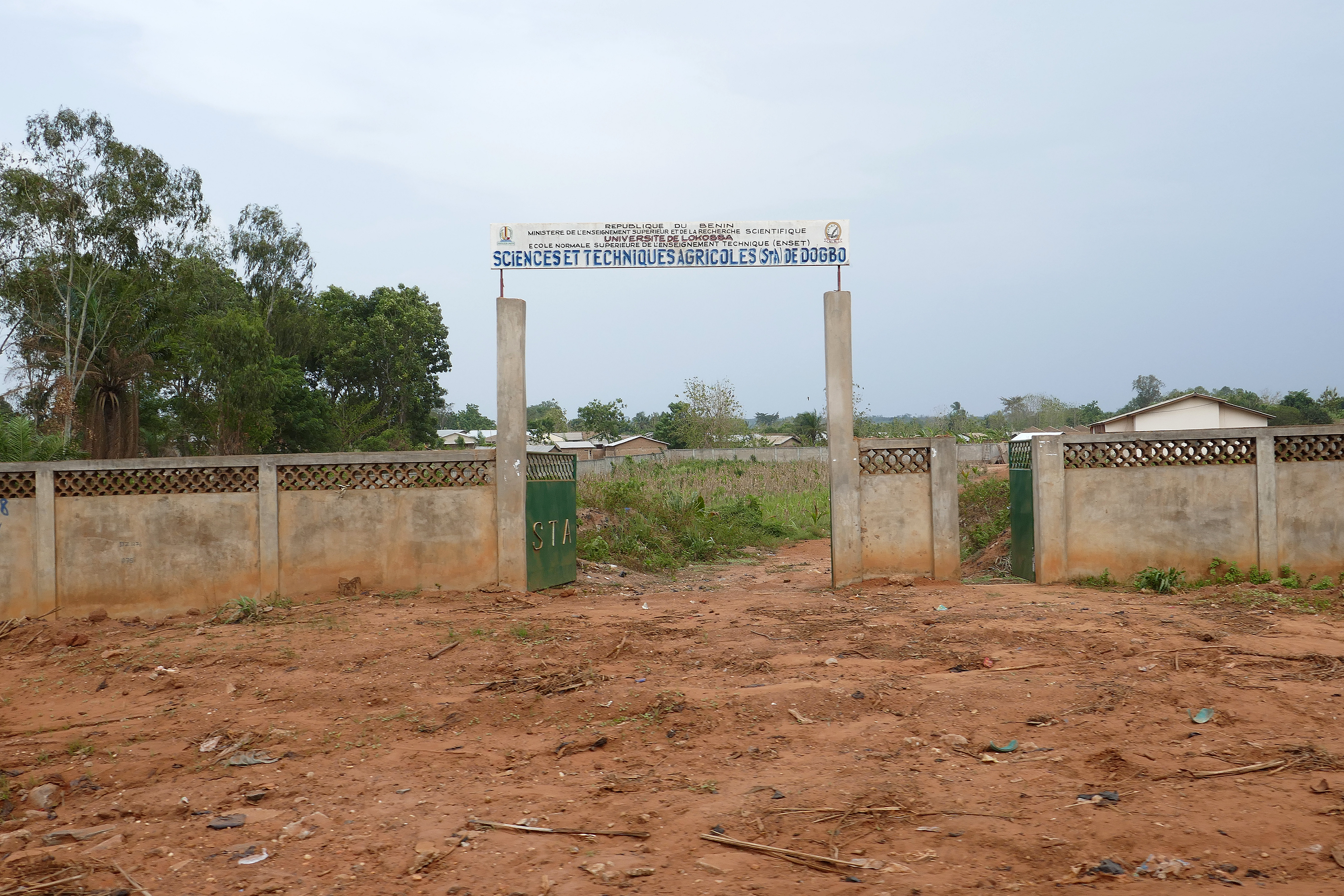
Université de Lokossa-Sciences et techniques agricoles de Dogbo